# Fasciola stagnalis
Fasciola stagnalis is een soort in de taxonomische indeling van de platwormen (Platyhelminthes). De worm is tweeslachtig en kan zowel mannelijke als vrouwelijke geslachtscellen produceren. De soort leeft in zeer vochtige omstandigheden. 
De platworm komt uit het geslacht Fasciola. Fasciola stagnalis werd in 1773 beschreven door Müller.